# Ascidia zara
Ascidia zara är en sjöpungsart som beskrevs av author unknown. Ascidia zara ingår i släktet Ascidia och familjen Ascidiidae. Inga underarter finns listade i Catalogue of Life.